# Petőháza
Petőháza is een plaats (község) en gemeente in het Hongaarse comitaat Győr-Moson-Sopron. Petőháza telt 1036 inwoners (2015).

## Afbeeldingen

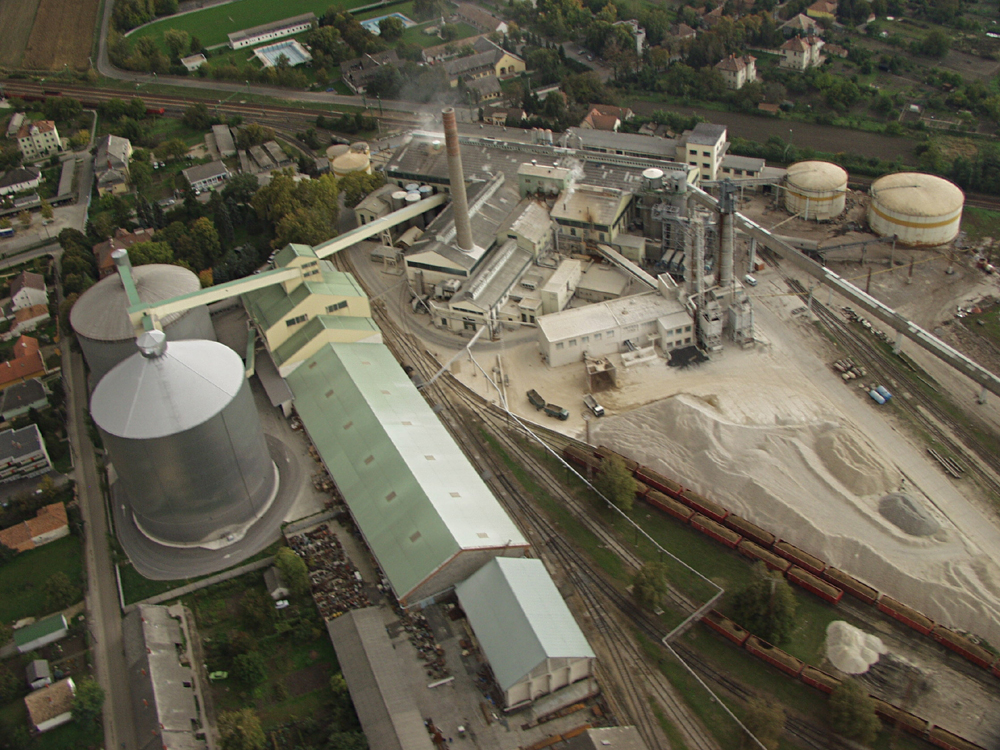
De gesloten suikerfabriek
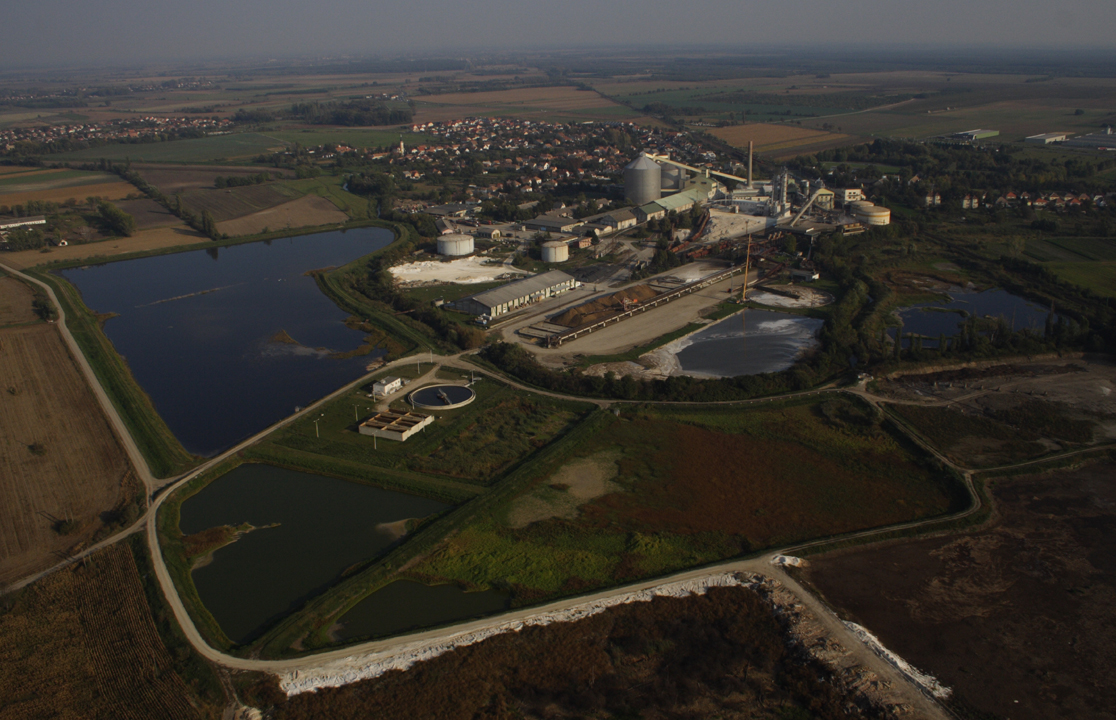
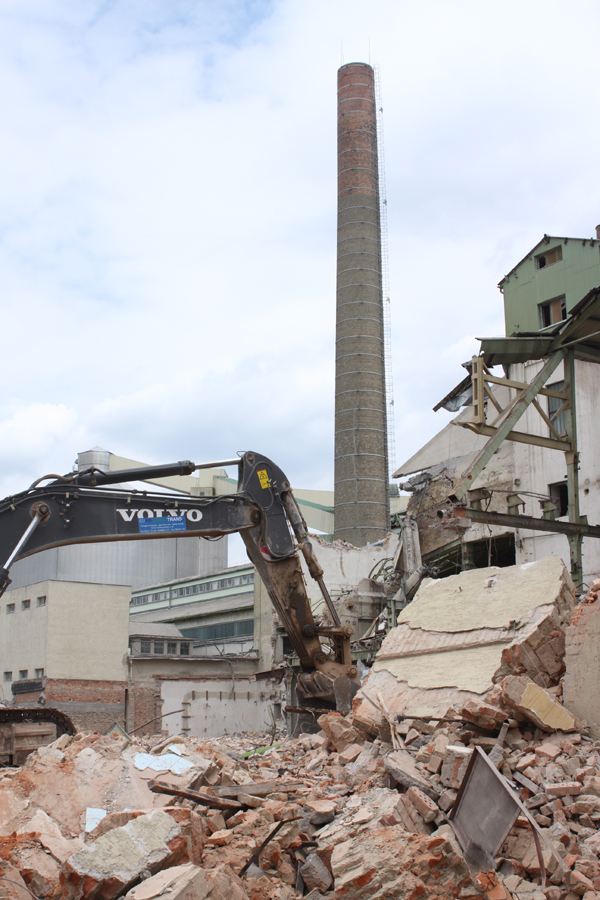
Sloop van suikerfabrieksgebouwen